# 三氟化钛
三氟化钛（TiF3）是钛元素的一种氟化物。该物质难溶于水、稀酸、稀碱溶液，但会被浓酸分解，因此需避免与强酸接触。

## 制备
三氟化钛最早于1954年制得，当时将金属钛与氟化氢反应制得了该物质：
{\displaystyle {\rm {\ 2Ti+6HF{\xrightarrow {\Delta }}2TiF_{3}+3H_{2}}}}
实际生产中将氢气与氟化氢按1：4混合后在700℃下与金属钛反应4-5小时，产率约为90%，需要严格控制温度，因为温度如果太高则会生成四氟化钛。
在氩气气氛保护下，在一支镍舟中用金属钛还原四氟化钛也可制得三氟化钛，一开始先在550℃下处理3-4小时，然后再900℃下反应6-8h，产率也可达到90%。然后在1000℃下真空升华提纯产物：
{\displaystyle {\rm {\ Ti+3TiF_{4}{\xrightarrow {\Delta }}4TiF_{3}}}}
另一种方法是三氯化钛与氟化氢气体进行复分解反应：
{\displaystyle {\rm {\ TiCl_{3}+3HF{\xrightarrow {\Delta }}TiF_{3}+3HCl}}}
一开始温度控制在425℃，然后迅速升温至700℃，最后迅速冷却，最佳产率只有30%，因此不太常用。但是不需要用成本较高的金属钛。用氢气在650℃时还原六氟钛酸铵也得三氟化钛，产率更低，约为17%：
{\displaystyle {\rm {\ 2(NH_{4})_{2}TiF_{6}+H_{2}\xrightarrow {\Delta } 2(NH_{4})_{2}TiF_{5}+2HF}}}
{\displaystyle {\rm {\ (NH_{4})_{2}TiF_{5}{\xrightarrow {\Delta }}NH_{4}F+TiF_{3}}}}
因为反应温度下部分原料未发生还原早已升华，因此产率低。

## 用途
它可用于制取钛氟玻璃。